# Boligbeton
A/S Boligbeton er en dansk producent af betonelementer, som er lokaliseret i Løsning ved Hedensted. Virksomhedens produktsortiment inkluderer vægge, dæk, facader, søjler og bjælker. A/S Boligbeton blev etableret i 1961, og det er et datterselskab til det fondsejede JBH Gruppen. I 2023 havde Boligbeton 363 ansatte, og de omsatte for ca. 650 mio. kroner.